# Pensamiento circunstancial
La psicopatología denomina pensamiento circunstancial — o a veces también pensamiento detallista — a aquel estilo estructural de pensamiento caracterizado por un copioso flujo de ideas que, aunque guardan relación coherente entre sí, resulta ineficiente al alejarse una y otra vez del concepto que pretende transmitir, abundando en detalles superfluos y dando rodeos innecesarios. La dificultad central parece ser una incapacidad para distinguir lo esencial de lo secundario.
A pesar de los rodeos, la persona logra siempre volver al tema, por lo que conceptualmente este estilo se opone al pensamiento tangencial, donde el paciente nunca llega a un punto definido. 